# 赤怒田福寿草公園

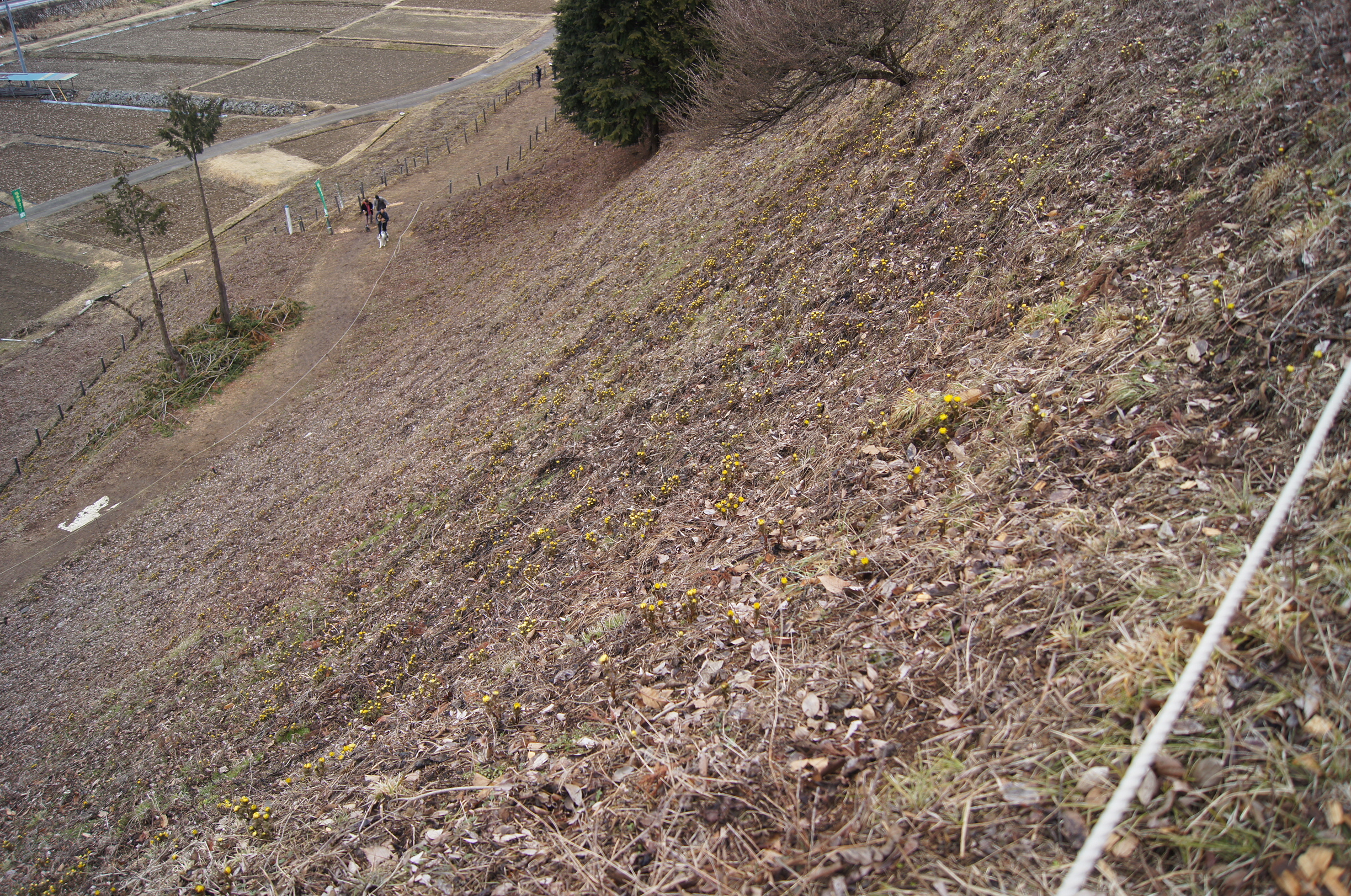
福寿草数十万株が花開く斜面。最盛期には鮮やかな黄色が斜面を埋める。

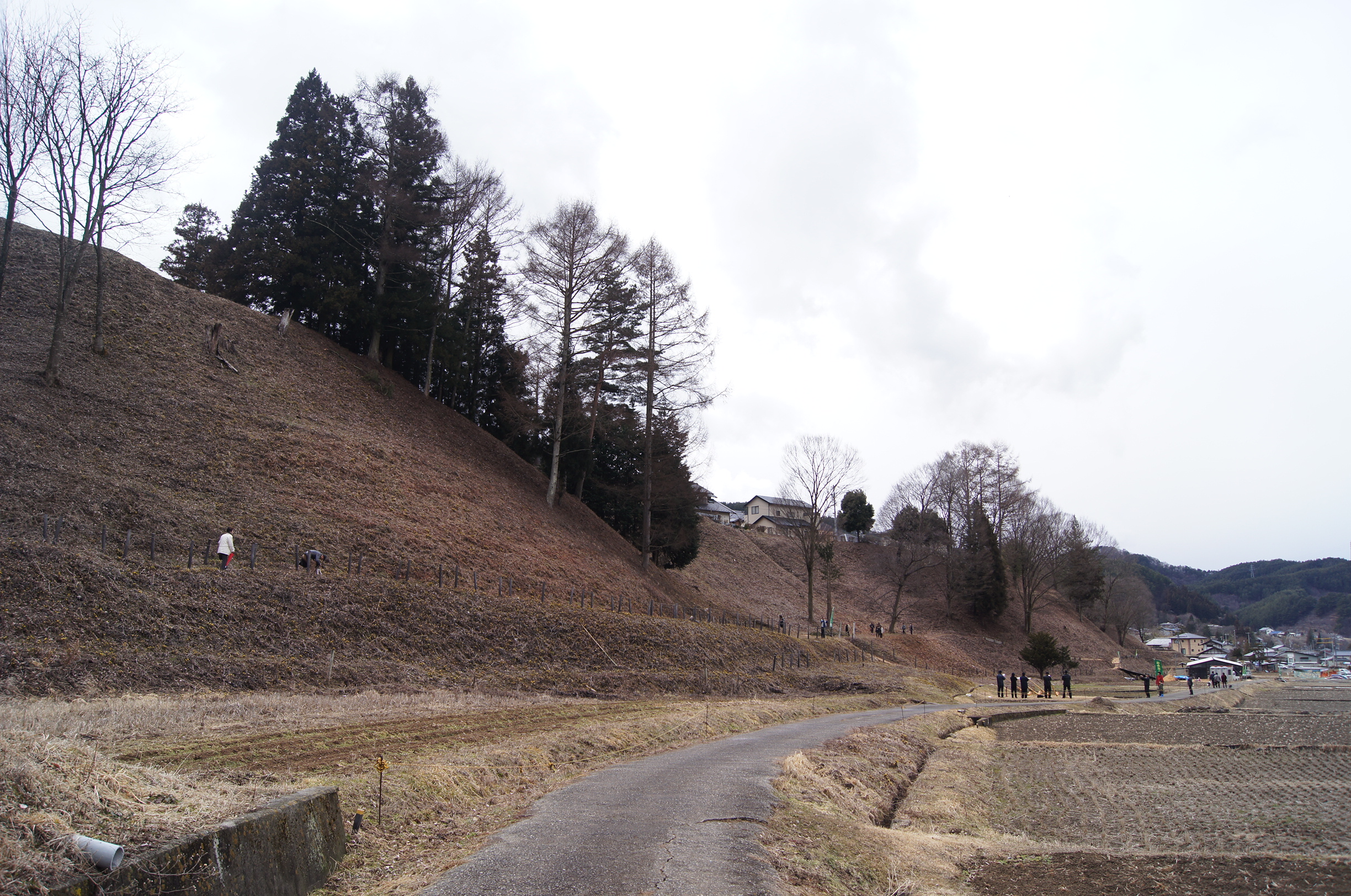
赤怒田福寿草公園は、河岸段丘を中心に造られている。急な崖を支えるためには、しっかりと根を張る樹木が必要ではないのかと危惧された

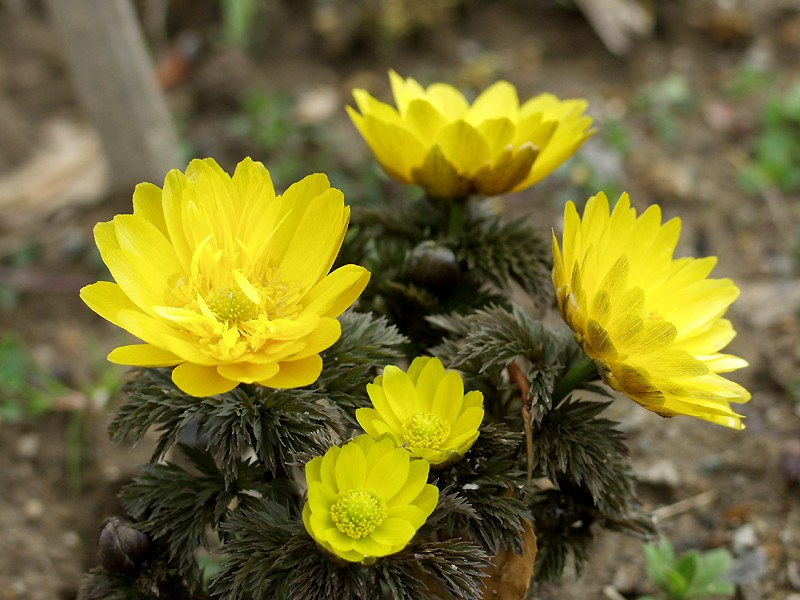
公園内に生える福寿草（画像は愛媛県で撮影）

赤怒田福寿草公園（あかぬたふくじゅそうこうえん）とは、長野県松本市赤怒田錦部（にしきべ）にある公園。

## 内容
- 毎年2月下旬～4月上旬にかけて50万株もののフクジュソウが花を咲かせる。
- 毎年3月上旬～3月下旬にかけて「松本・四賀の里 福寿草まつり」が開催される。
- 2012年の「福寿草まつり」は3月10日から3月24日までである。3月10日にはオープニングイベントとして、小学生の吹奏楽演奏などがある。期間中は、福寿草鉢植の販売、飲食店の出店がある。4月27日締切りでフォトコンテストも行われる[1]。

## 河岸段丘
福寿草公園があるのは、保福寺川の左岸河岸段丘。急な崖の土を支えるための根をしっかりと張る樹木が少ない。

## 交通
- アルピコ交通（ぐるっとまつもと）四賀線：四賀支所行きで化石館で下車し徒歩約20分。